# Park Narodowy Cerro Corá
Park Narodowy Cerro Corá – paragwajski park narodowy znajdujący się w całości na terenie departamentu Amambay. Zajmuje powierzchnię 120,38 ha. Powstał 11 lutego 1976.
Park został utworzony na mocy dekretu nr 20698 z dnia 11 lutego 1976. Średnia temperatura w parku wynosi 22° C; średnia roczna suma opadów – 1500 mm. Park charakteryzuje się obecnością pojedynczych, nagich wzgórz i typowych dla krajobrazu Cerrado strumieni; przez park przepływa rzeka Aquidaban. PN Cerro Corá znajduje się około 41 km od miasta Pedro Juan Caballero.

## Historia
Obszar obecnego parku narodowego Cerro Corá wpisał się w historię Paragwaju, będąc miejscem działań wojennych w wojnie Paragwaju przeciwko Brazylii, Argentynie i Urugwajowi w latach 1864–1870. W parku miała miejsce ostatnia bitwa tej wojny, znana jako bitwa pod Cerro Corá.

## Flora i fauna
W parku występują liczne gatunki drzew, m.in. przedstawiciele Amburana, Dalbergia nigra i endemiczna palma znana jako yata’i guasu – Attalea guaranaitica. Do fauny parku należą m.in. ostronosy, lisowate, jeleniowate i mrówkojady wielkie.
W parku rosną ważne dla tutejszego rolnictwa rośliny: juka, bataty, orzacha podziemna, papryka (Capsicum), ananas (Ananas), bawełna, (Gossypium), kawa i ostrokrzew paragwajski (Ilex paraguariensis), z liści którego produkowana jest yerba mate.